# دریاچه آقگل
دریاچه آقگل (انگلیسی: Lake Ağgöl) یا دریاچه سپید دریاچه‌ای حفاظت شده در شهرستان آغجه‌بدی واقع در جمهوری آذربایجان است.